# Torarin islänningen
Torarin islänningen (Þórarinn íslendingr) var en skald i den norske kungen Olav Tryggvasons hird. Torarins härkomst är osäker, men troligen var han identisk med en viss Torarin Nevjolfsson (Þórarinn Nefjólfsson) från norra Island, som omtalas i Heimskringla och som också fått en egen kortsaga uppkallad efter sig.

## Hos Olav Tryggvason
I Olav Tryggvasons saga i Flatöboken berättas att en skald vid namn Torarin en gång omkring år 999 seglade med kungen utanför Norges kust. Det stormade och kungen bad Torarin ta hand om styråran. Skalden svarade att ryktet om hans styrskicklighet var överdrivet och att han inte kunde styra båten bättre än kungens hund Vige. Då blev kungen arg och band hunden vid styråran, varefter han befallde Torarin att som straff dikta en visa om spektaklet. Torarin kvad då:
Sitr við ór, en etjum,
allvaldr, á sæ kaldan,
– vel rœr dróttar deilir
dýrr – enn hundr við stýri.
Skelfr gnapmari Gylfa
gœðings skafit rœði
– jalmar hlumr við hilmis
hendr – sem skildi vendir.
Prosaöversättning: Allhärskaren sitter vid åran och hunden vid rodret; hirdens lysande skipare (=kungen, dvs. den som fördelar hirdens platser) ror väl, och vi jagar fram över det kalla havet. Furstens glättade åra kommer Gylfes (=sjökonungens) huvudlutande häst (=drakskeppet) att skälva likt klingorna skölden. Årtullen knakar under kungens händer.

## Torarins identitet
Då dikten är professionellt utförd har det spekulerats en del om vem skalden kan ha varit. Torarin lovtunga och Torarin svarte på Måsalid (Máhlíðingr) kan förmodligen uteslutas. Åke Ohlmarks föreslog att skalden bör ha varit identisk med den Torarin Nevjolfsson, om vilken Heimskringla berättar. Denne Torarin var bördig från Norðurland och kom till Nidaros år 998 tillsammans med skalden Hallfred vandrädaskald. Eftersom båda var hedningar blev de tvångsdöpta av den nitiske missionskungen Olav Tryggvason, men efter dopet tycks de ha funnit sig väl tillrätta i kungens hird.

## Hos Olav den helige
Torarin Nevjolfsson blev senare också hirdman hos Olav Haraldsson ("den helige") och beskrivs i dennes saga i Heimskringla på följande sätt: «Han var inte högättad fast han var den klokaste och talföraste bland män. Han var djärv i sitt tal till furstligt folk. Han var en stor farman (köpman) och långa tider utrikes.» Dessutom sägs han ha varit otroligt ful, och fulast var hans händer och fötter.

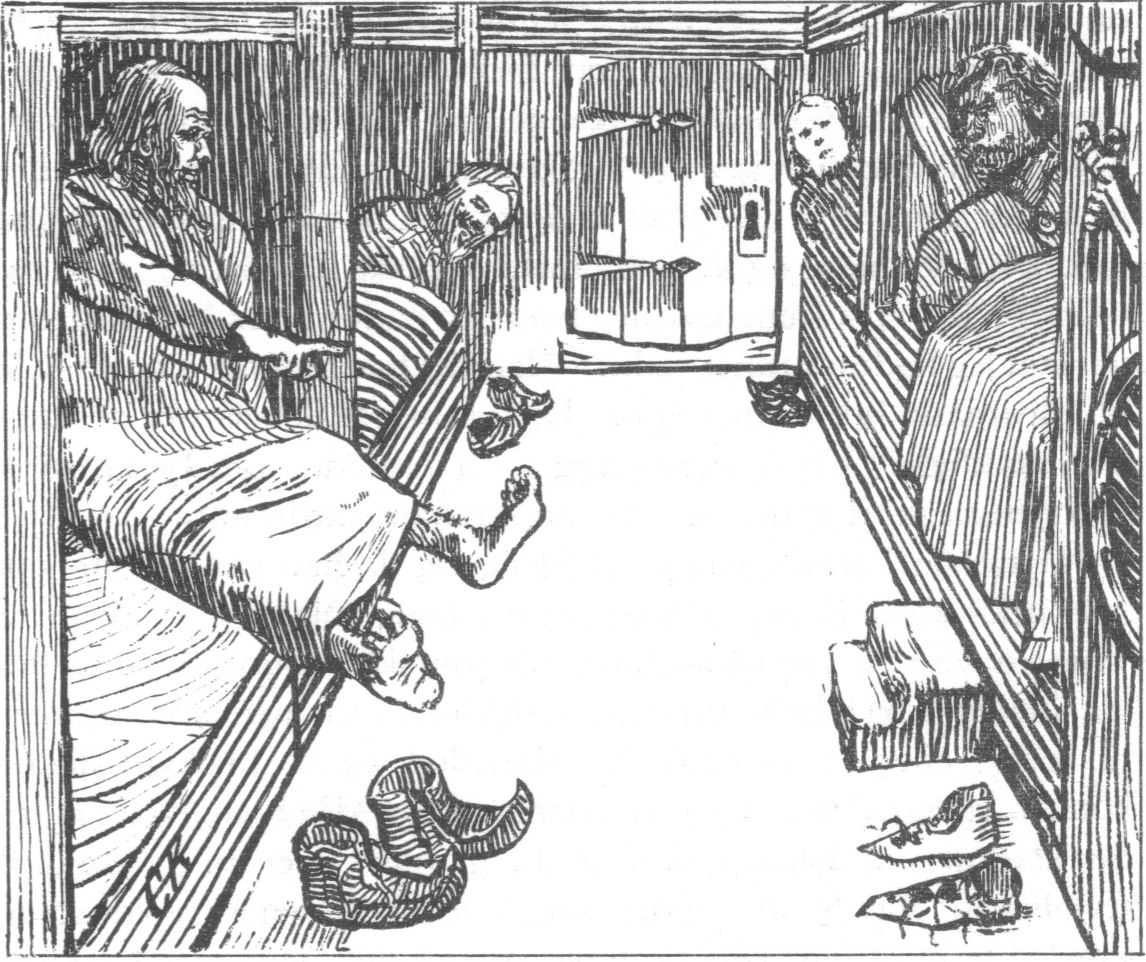
Torarin visar sina vederstyggligt fula fötter för kungen. Teckning av Christian Krohg.

Då Torarin en natt delade härbärge med kungen råkade denne se att hans ena fot stack fram under fällen. Kungen häpnade och slog vad om att det inte någonstädes skulle gå att uppbringa en fulare fot än denna. Torarin antog vadet och visade därefter fram sin andra fot. Den var lika ful som den förra och saknade dessutom stortån. Men kungen tyckte att det var en förskönande omständighet att foten bara hade fyra fula tår i stället för fem, så Torarin förlorade vadet.
Att det var denne Torarin som en gång uppmanade Olav Tryggvason att låta hunden styra båten kan mycket väl tänkas. Men ingenstans är Torarin Nevjolfsson omtalad som skald, även om han kan ha varit det. Han sägs i alla fall ha varit vältalig och djärv i sitt tal med furstar.
Ohlmarks påpekar att både Flatöbokens och Heimskringlas Torarin beskrivs i liknande ordalag. Båda presenteras med frasen «hann var íslenzkr maðr» (han var islänning), och då Torarin förlorat vadet med kung Olav uppges han ha sagt «dýrt er dróttins orð» (vördnadsvärt är kungens ord), vilket kan jämföras med visans «dróttar deilir dýrr» ovan. Kanske är detta en antydan om att Snorre Sturlasson, när han 200 år senare i Heimskringla lade denna replik i Torarin Nevjolfssons mun, uppfattade honom som identisk med den Torarin som diktade om Olav Tryggvasons hund. Men helt säkert är det nog inte.

## Torarin Nevjolfssons senare öden
Enligt Heimskringla var det Torarin Nevjolfsson som av Olav den helige uppdrogs att föra den störtade Hedemarkskungen Hrörek (Hrœrekr) i exil till Grönland, men då skeppet stormdrevs hamnade han på Island i stället. Han sägs, enligt Snorre, vara den ende konung som ligger begravd i isländsk jord.
Om Torarins slughet och diplomatiska sinne vittnar berättelsen om hur han genom att förhala och uppskjuta avrättningen av dråparen Åsbjörn Sälsbane (Ásbjǫrn Selsbani) till sist lyckades utverka att kungen benådade den livdömde.
År 1024, då kung Olav ville att islänningarna skulle till Norge avträda Grimsö (Grímsey) utanför Eyjafjorden, var det Torarin som var kungens huvudförhandlare på alltinget. Underhandlingarna misslyckades dock, främst därför att islänningarna misstänkte att kungen fikade efter att på sikt göra dem skattskyldiga. Efter detta är Torarin inte nämnd någonstans.